# Findchóem
Findchóem (scritto anche Finnchóem, Findcháem, Finncháem, Fionnchaomh) è un personaggio femminile della mitologia irlandese. 
Nel Ciclo dell'Ulster è la sorella di re Conchobar mac Nessa, la moglie del poeta Amergin mac Eccit, la madre di Conall Cernach e la balia di Cú Chulainn.